# لويس ثوم
لويس ثوم (بالإنجليزية: Lewis Thom)‏ (10 أبريل 1944 في المملكة المتحدة - ) هو لاعب كرة قدم بريطاني في مركز جناح ‏. لعب مع دندي يونايتد وشروزبري تاون ونادي أبردين وإلغين سيتي ‏ ولينكولن سيتي أف سي ونادي ألترينتشام ونادي برادفورد بارك أفنيو.